# Nikola Marković
Pour les articles homonymes, voir Marković.
Nikola Marković (en serbe cyrillique : Никола Марковић ; né en 1845 à Požarevac et mort en 1889 à Belgrade) est un peintre serbe. Il a surtout peint des icônes. En 1870, il est devenu membre de la Société savante serbe (Srpsko učeno društvo ; en abrégé : SUD), l'ancêtre de l'Académie serbe des sciences et des arts.

## Œuvres

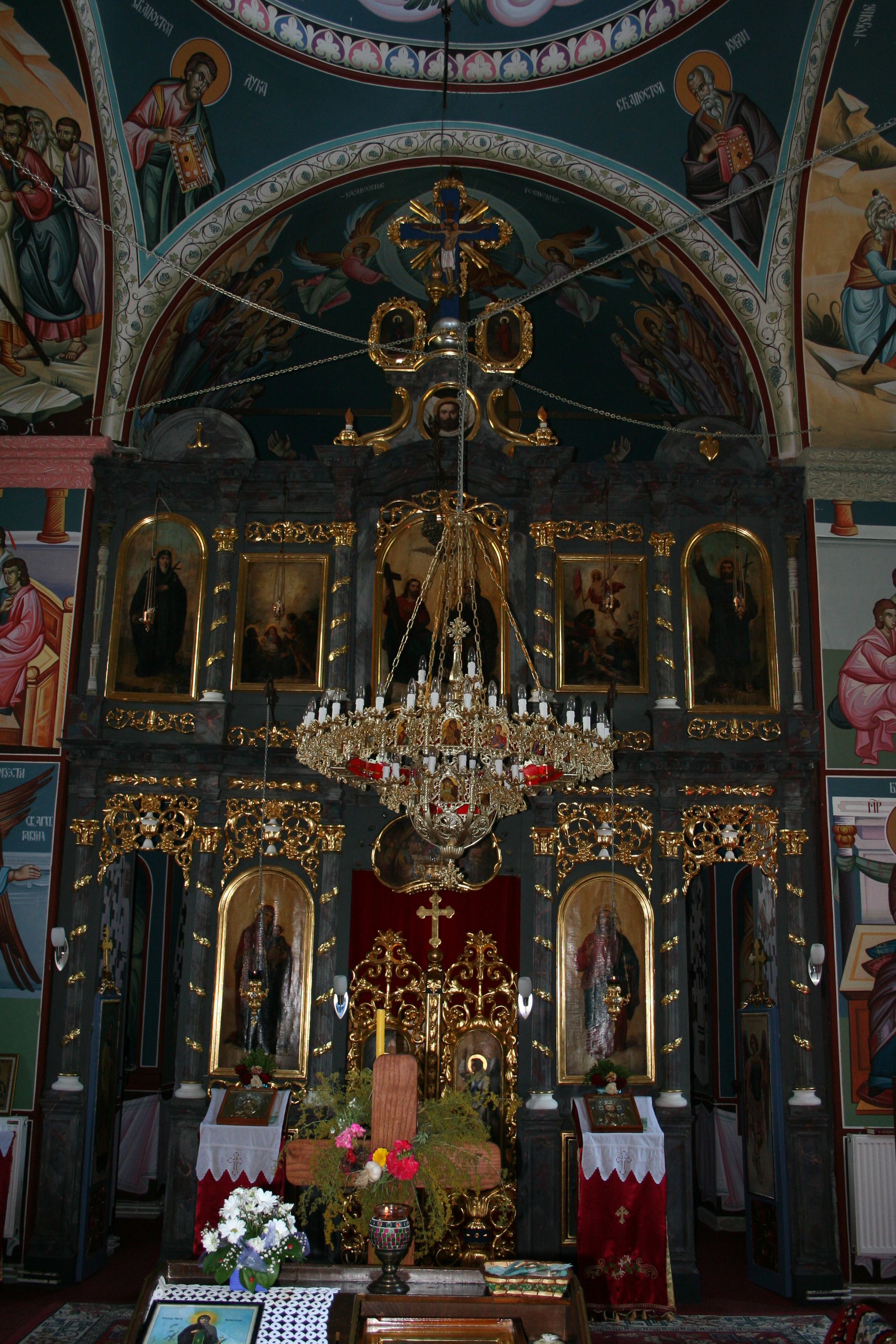
L'iconostase de l'église du monastère de Petkovica (Šabac)

- Iconostase de l'église du monastère de Bogovađa (en collaboration avec son père et son frère), 1858[2] ;
- l'iconostase de l'église de la Sainte-Trinité de Gornji Milanovac, 1862[3] ;
- l'iconostase de l'église Saint-Gabriel d'Aranđelovac[4] ;
- l'iconostase de l'église du Linceul-de-la-Mère-de-Dieu de Valjevo, 1865[5] ;
- iconostase de l'église Saint-Constantin-et-Sainte-Hélène de Koceljeva (en collaboration), 1871[6] ;
- iconostase de l'église Saint-Pierre-et-Saint-Paul de Topčider (en collaboration avec Stevan Todorović), 1874[7] ;
- iconostase de l'église du monastère de Petkovica (Šabac)[8] ;

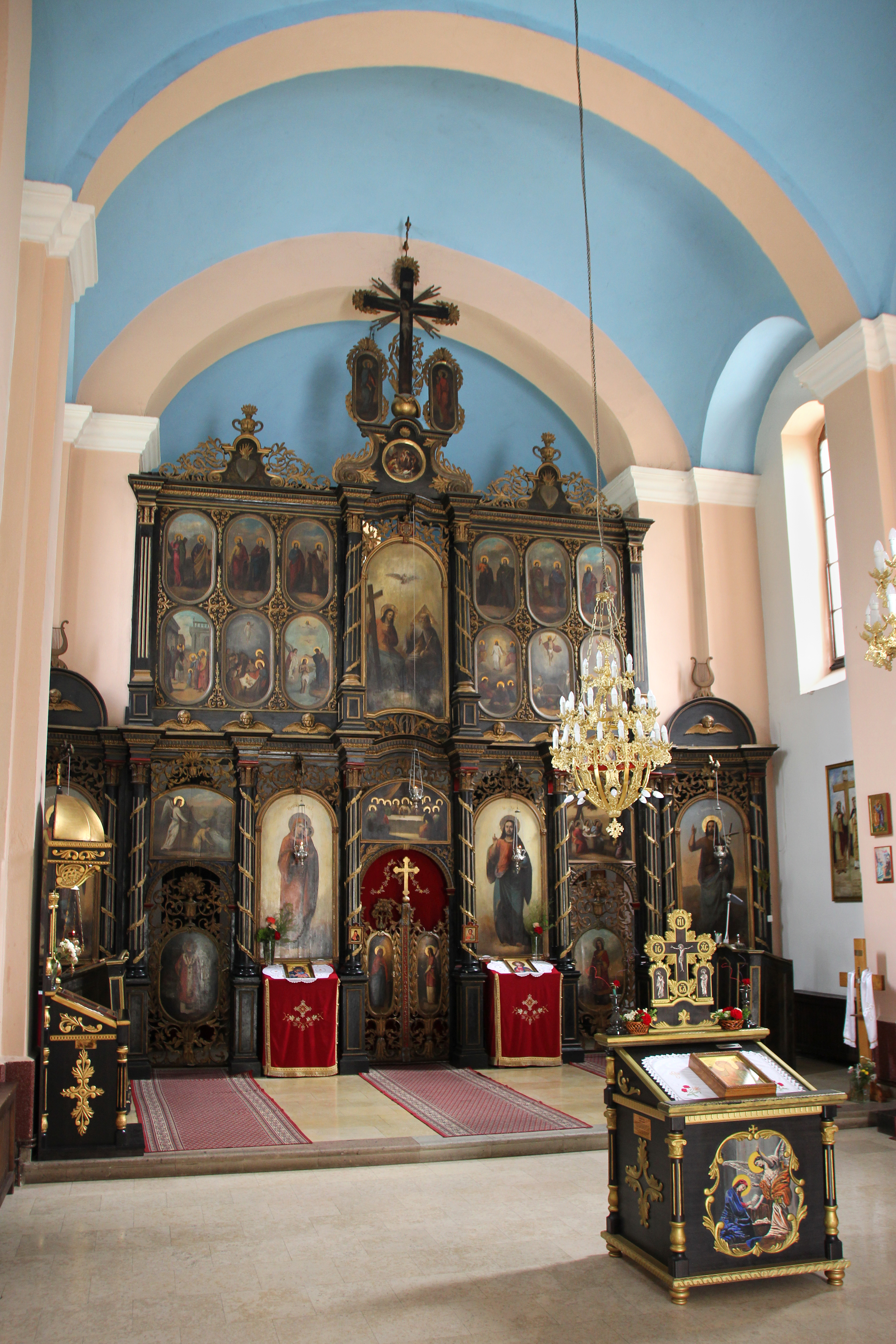
L'iconostase de l'église Saint-Gabriel d'Aranđelovac.
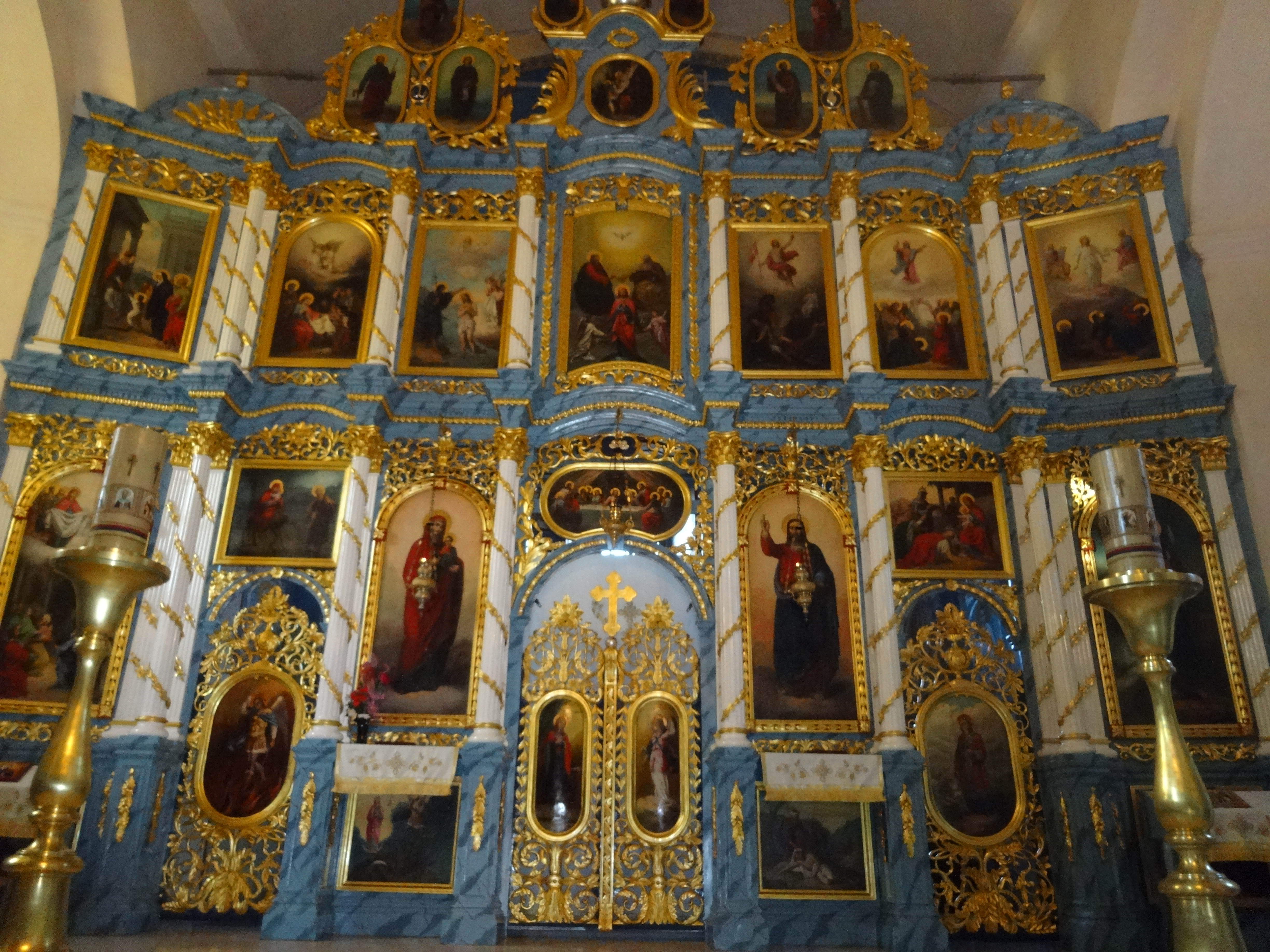
L'iconostase de l'église du Linceul-de-la-Mère-de-Dieu de Valjevo.